# 석주토사
석주토사(중국어: 石砫土司)는 오늘날 중화인민공화국 충칭시의 스주 투자족 자치현을 지배했던 마씨 일족의 토사 정권이다.
제1대 석주마씨토사 마정호는 자신을 후한의 복파장군 마원의 39대손이라고 자처했으나 현대학자들의 연구에 따르면 마정호는 사실 마원의 후손이 아닌 투자족 사람이었다. 남송 건염 3년에 마정호가 사천성에서 일어난 반란을 평정한 공로로 석주안무사로 임명되었다. 원대에 석주안무사가 석주군민부로 개칭되었으나 얼마 지나지 않아 다시 원래 이름인 석주안무사로 개칭되었다. 홍무 7년, 석주안무사 마극용이 그의 아들 마부덕과 그의 동료인 진석현을 입조시키자 이듬해에 명나라에서 석주안무사를 석주선무사로 승격시켰으며, 명대 후기인 천계 원년(1621)에는 석무선무사가 석주선위사로 승격되었다. 이후 청대 건륭 26년(1761)에 개토귀류가 적용되며 석주토사직은 폐지되었다.

## 역대 석주토사
1. 마정호
2. 마극용
3. 마량
4. 마응인
5. 마진
6. 마보
7. 마징
8. 마징
9. 마룡
10. 마소
11. 마두곡
12. 담씨
13. 마천사
14. 마천승
15. 진양옥
16. 마상린
17. 마만년
18. 마홍예
19. 마종대
20. 마광유
21. 마공소
22. 마광인

## 참고 문헌
- 彭福荣; 李良品 (2009年). 《石砫土司文化研究》. 重庆出版社.
- 陈鱼乐 (2015年8月). “简议石柱土司的双重性”. 《长江师范大学学报》 31 (4).